# Edsbyn
Edsbyn – miejscowość (tätort) w Szwecji, w regionie administracyjnym (län) Gävleborg, w gminie Ovanåker.
Według danych Szwedzkiego Urzędu Statystycznego liczba ludności wyniosła: 4179 (31 grudnia 2015), 4293 (31 grudnia 2018) i 4341 (31 grudnia 2019).